# Eccidio di Birchinia
L'eccidio di Birchinia è stata una strage nazista avvenuta tra il 16 e il 18 maggio del 1944 nella zona di Birchinia di Castelnuovo d'Istria.

## Contesto bellico
Dall’armistizio di Cassibile nel settembre 1943 sino al maggio 1945, nell’area dell’Italia nord-orientale gran parte delle province furono occupate dai tedeschi e governate direttamente dalla Germania nazista, in vista di un inglobamento al Terzo Reich. La manovra di annessione fu denominata OZAK, acronimo di Operationszone Adriatisches Küstenland, ovvero Zona d'operazioni del Litorale adriatico.

L’area comprendeva anche le province di Udine, Gorizia, Trieste, Pola, Fiume e Lubiana.

A capo del litorale adriatico fu designato come commissario supremo Friedrich Rainer,  già nominato nel 1938 gauleiter dal NSDAP (Partito Nazionalsocialista Tedesco dei Lavoratori).

## L'eccidio
Dalla documentazione tedesca emerge che dal 16 al 18 maggio del 1944 si sia compiuto un rastrellamento ordinato direttamente dall'HSSPF, acronimo di Höhere SS- und Polizeiführer , ovvero  «Comandante superiore delle SS e della Polizia». 

Facendo anche riferimento a fonti croate, riprese poi da studiosi italiani, nei villaggi della Birchinia, situati nel comprensorio di Castelnuovo d'Istria, furono uccise 70 persone tra civili e partigiani, e bruciati 5 villaggi della zona.